# Karayılan, İskenderun
Karayılan là một thị trấn thuộc huyện İskenderun, tỉnh Hatay, Thổ Nhĩ Kỳ. Dân số thời điểm năm 2011 là 10.628 người.